# Gora Zhukovskogo
Gora Zhukovskogo (englische Transkription von russisch Гора Жуковского Gora Schukowskowo, deutsch ‚Schukowski-Berg‘) ist ein Nunatak im ostantarktischen Mac-Robertson-Land. Er ragt westlich der Amery Peaks in der Aramis Range der Prince Charles Mountains auf.
Russische Wissenschaftler benannten ihn. Der Namensgeber ist nicht überliefert.